# 望月力
望月 力（もちづき　つとむ、1922年（大正11年）10月17日 - 2007年（平成19年）3月29日）は、日本の登山家。新潟県出身。

## 経歴
- 1922年10月17日 - 新潟県三条市に生まれた。
- 1941年 - 長岡市「理研」に入社し、同僚数名と秀峰山学会を設立した。
- 1943年6月 - 陸軍第6航空通信連隊に入隊した。
- 1945年8月 - フィリピン・ネグロス島で終戦を迎えた。
- 1946年 - 帰国し登山活動を再開した。戦後の谷川岳の岩登りでも「越後に秀峰あり」と称された秀峰山学会を創設した。
- 1950年5月 - 金属・登山用具専門店「望月商店」（現モチヅキ）を創業した。
- 1973年 - 秀峰山学会会長、新潟県山岳協会副会長に就任した。
- 2000年 - 日本山岳会永年会員表彰を受けた。

## モチヅキハーケン
戦後金物の町三条市で鍛冶屋が作って製品を各地に卸す集散地問屋にある家業を継いだ。また戦前始めた登山も再開した。戦前に比べると登山用具は少しずつ手に入りやすくなったが、やはりハーケンやカラビナはほとんど持つことができなかった。
1950年、鈴文という鍛冶屋に話を持ちかけ、二人で共同して自分で使うためのハーケン作りを始めた。望月がホームグランドにしていた谷川岳では岩が複雑でリスのすぐ奥でその間隙が狭かったりくねったりすることが多く、従前のハーケンでは曲がった先のリスには入りにくかったが、望月は鍛造した軟鉄でハーケンを作ることを考えつき、リスのカーブに沿って侵入しかつ曲がっても折れにくいハーケンができた。好日山荘でもすべてのハーケンはモチヅキハーケンとなり、「ハーケンのモチヅキ」という評価は早くも定着した。

## KS型ハーケンとハーケンの改良
1955年、望月は金坂一郎とよく山で出会い、金坂は望月のハーケン製造過程を見学しに来た。金坂は学究肌で「ハーケンはなぜ抜けるのか」を理論的に考察し、「墜落時、ハーケンには強大な負荷がかかる。それによってハーケンの首は曲がり、リスから抜ける方向への力のモーメントがかかる。そのモーメントを小さくするためには、首の曲がりを小さくすればよい。つまりハーケンにあごを付け、最初から岩に密着、あるいは接近されておけばいい」という結論に至った。これによりKS型ハーケンを製造、「ハーケンのモチヅキ」はますます信頼を高めた。
1975年頃までハーケンの改良は続いた。横型では刃の部分と頭の部分が首を接点に90度交差しており、落下時の衝撃がそこに集中するため、首周辺を肉厚にして強化した。また二枚打ちが一枚で可能になるようにとウェーブ型ハーケンを考案した。